# Lamquetia marshi
Lamquetia marshi är en stekelart som beskrevs av Braet och Barbalho 2003. Lamquetia marshi ingår i släktet Lamquetia och familjen bracksteklar. Inga underarter finns listade i Catalogue of Life.